# Helene Nathan
Helene Nathan (* 23. August 1885 in Oels; † 23. Oktober 1940 in Berlin) war Bibliothekarin, Bibliotheksleiterin und ist Namensgeberin der Helene-Nathan-Bibliothek in Berlin-Neukölln.

## Beruflicher Werdegang
Am 1. Juli 1921 begann Helene Nathan ihre Arbeit als Leiterin der Bibliothek in Neukölln. Zu diesem Zeitpunkt gab es nur wenige Frauen, die solch eine Position in einer größeren Bibliothek einnahmen. Ihr besonderes Interesse galt der Jugendbibliotheksarbeit, weshalb sie 1923 eine Filiale zur Ausleihe von Kinderbüchern eröffnete. Helene Nathan war SPD-Mitglied und verstand ihre Arbeit als bildungspolitisches Instrument im Arbeiterbezirk Neukölln.
Aufgrund ihres politischen Engagements und ihrer jüdischen Herkunft wurde Nathan im März 1933 nach der Machtübernahme Hitlers mit sofortiger Wirkung beurlaubt und am 20. August desselben Jahres gekündigt.
Zwischen 1935 und 1937 arbeitete sie in der jüdischen Buchhandlung Kedem. Später bekam sie das Angebot, nach Großbritannien auszuwandern. Dieser Plan scheiterte jedoch mit Beginn des Zweiten Weltkrieges.
Aufgrund der ihr aussichtslos erscheinenden Lage nahm sich Helene Nathan am 23. Oktober 1940 im Alter von 55 Jahren das Leben.

## Ehrungen und Auszeichnungen

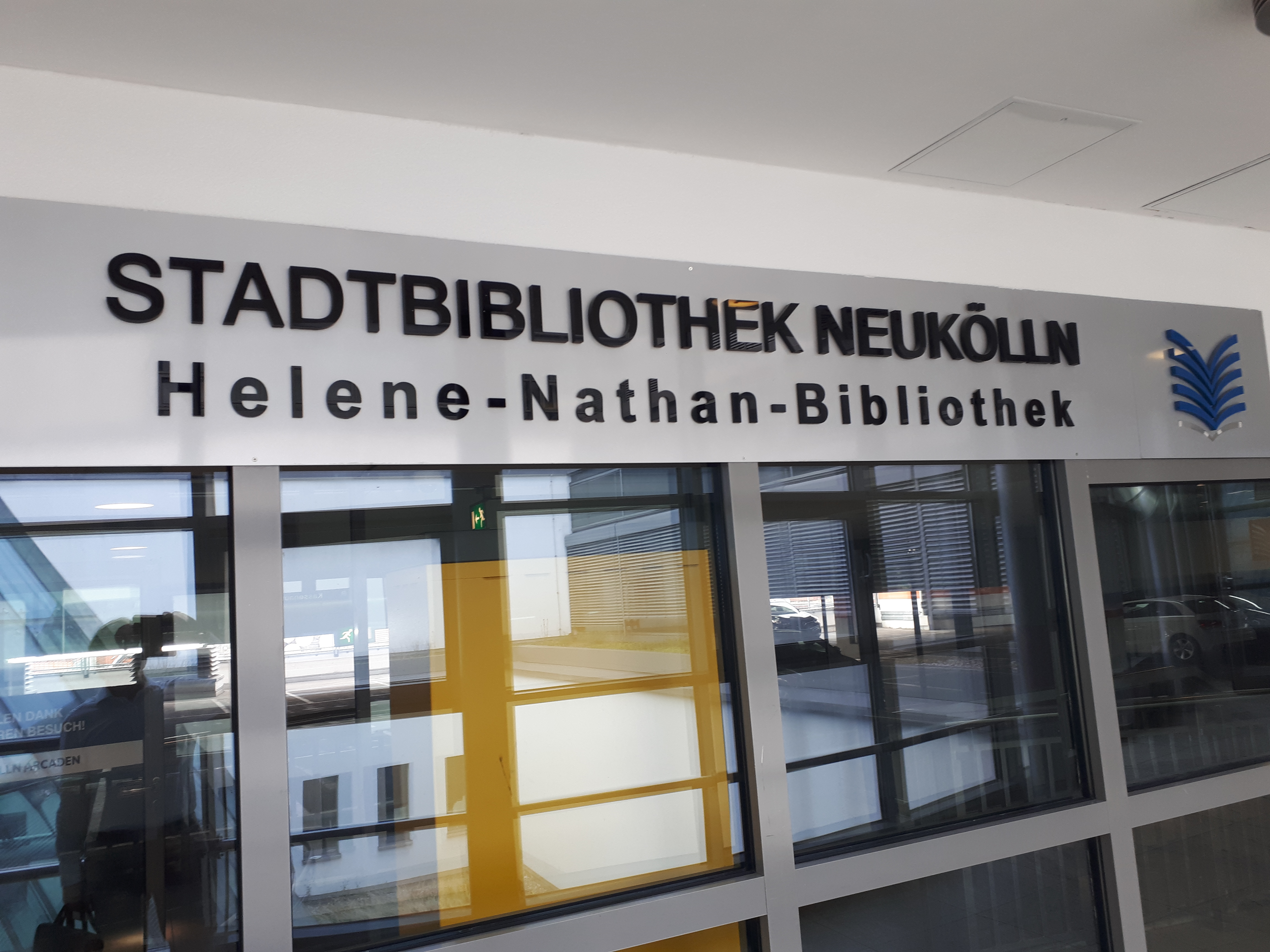
Helene-Nathan-Bibliothek Berlin-Neukölln

Eine Gedenktafel zur Erinnerung an Helene Nathan befindet sich in der Ganghoferstraße 3–5 in Berlin-Neukölln, wo sich damals die Stadtbibliothek befand. In den 1950er Jahren wurde in der Erlanger Straße eine neue Stadtbibliothek für Neukölln errichtet, die nach Helene Nathan benannt wurde. Das Gebäude wurde für den Bau des Forum Neukölln (heute Neukölln Arcaden) Ende der 1990er Jahre abgerissen. Die Helene-Nathan-Bibliothek zog nach Fertigstellung in das oberste Stockwerk des Einkaufszentrums ein.
Helene Nathan war Namensgeberin für den Helene-Nathan-Weg in Rudow.